# Piaggio P.VI
Il Piaggio P.VI (noto anche come Piaggio Jupiter VI) era un motore aeronautico radiale a 9 cilindri raffreddato ad aria, versione prodotta su licenza dalle aziende italiane Piaggio & C. di Pontedera e Officine Meccaniche Reggiane di Reggio Emilia, del motore inglese Bristol Jupiter.

## Caratteristiche tecniche
I cilindri erano ricavati da un blocco stampato in acciaio Ni-Cr; le alette sui cilindri erano circolari ed orizzontali mentre le alette sulle teste erano orizzontali e verticali. Le teste dei cilindri erano riportate in alluminio, ed i pistoni erano in lega d'alluminio fusa in conchiglia, con due fasce elastiche ed una fascia raschiaolio.

L'albero a gomiti era realizzato in due pezzi, in acciaio Ni-Cr.
La biella madre era in un unico pezzo, stampata in acciaio Ni-Cr e la testa porta gli spinotti delle otto bielle secondarie.

Le bielle secondarie erano anch'esse in acciaio Ni-Cr, a sezione ad H. 

Era presente un riduttore planetario a ingranaggi conici per dimezzare il numero di giri dell'albero.
La distribuzione avveniva su quattro valvole (due per l'aspirazione, due per lo scarico), azionate da un disco a cammes.
La lubrificazione sotto pressione era assicurata da due pompe a ingranaggi, l'una di mandata (con valvola regolatrice) e l'altra di recupero.

L'alimentazione era tramite una pompa comandata dal motore, che inviava il combustibile a un carburatore a tre corpi.
L'accensione avveniva grazie a due magneti Marelli MF 9.

## Velivoli utilizzatori
Italia
- CMASA MF.4
- Piaggio P.10

## Motori comparabili
- Bristol Jupiter
- Alfa Romeo Jupiter